# Never Can Say Goodbye
Never Can Say Goodbye — дебютный студийный альбом американской певицы Глории Гейнор, выпущенный на лейбле MGM Records в 1975 году.

## Об альбоме
В 1977 году альбом был издан в Советском Союзе под названием «Глория Гейнор».
В 2010 году альбом (с бонусными треками) был переиздан лейблом Big Break Records.

## Список композиций
1. «Honey Bee»
2. «Never Can Say Goodbye[англ.]»
3. «Reach Out I’ll Be There»
4. «All I Need Is Your Sweet Lovin’[англ.]»
5. «Searchin’»
6. «We Belong Together»
7. «False Alarm»
8. «Real Good People»

Бонус-треки на CD-издании
1. «Honey Bee» (Original Columbia Single Version)
2. «All It Took Boy Was Losing You» (B-Side)
3. «Come Tonight» (B-Side)
4. «Never Can Say Goodbye» (Single Version)
5. «We Can Just Make It» (B-Side)
6. «Reach Out, Ill Be There» (Single Version)
7. «Honey Bee» (MGM Single Version)